# This is 運命
「This is 運命（）」は、当時ハロー!プロジェクトに属していたメロン記念日の4thシングル。2001年10月11日に発売された。

## 収録曲
作曲：新堂敦士
1. This is 運命
  - 作詞：新堂敦士&つんく　編曲：team124
2. Wa! かっちょEなッ!
  - 作詞：新堂敦士　編曲：小西貴雄）
3. This is 運命（Instrumental）

## 参加ミュージシャン
This is 運命
- ドラム：そうる透
- ベース：キタダマキ
- ギター：鈴木俊介
- プログラミング：高橋諭一・山尾正人
- コーラス：メロン記念日・新堂敦士

Wa! かっちょEなッ!
- プログラミング：小西貴雄
- マニピュレータ：勝浦剛
- ギター：高橋圭一
- コーラス：新堂敦士

## タイアップ
- This is 運命
  - テレビ東京系「アイドルをさがせ!」
  - テレビ東京系「Mr.マリック魔法の時間」エンディングテーマ。

## カバー
- こぶしファクトリー - アルバム『辛夷其ノ壱』初回生産限定盤B 特典CDこぶしカバーズ其ノ壱（2016年11月30日発売）に収録。
- ダダダムズ - トリビュートアルバム『シューティング スター』（2024年11月11日発売）に収録。